# The Main Lord
Singles par Globe
Biting Her Nails
(1999) Tonikaku Mushō ni...
(2000)
The Main Lord (titré en capitales : THE MAIN LORD) est un single attribué à « Globe featuring Marc » (écrit : globe featuring MARC), sorti en 2000.

## Présentation
Le single, composé et produit par Tetsuya Komuro, sort le 29 mars 2000 au Japon sur le label Avex Globe de la compagnie Avex, trois mois après le précédent single du groupe Globe, Biting Her Nails. Il est présenté comme un single en solo de Marc, le rappeur du groupe, et sort le même jour que ceux des deux autres membres de Globe : On the Way to You de Keiko, et Throwin' Down in the Double 0 de TK (Komuro).
Le single atteint la 15e place du classement des ventes de l'Oricon, et il reste classé pendant trois semaines. Il se vend à un peu plus de 30 000 exemplaires, moins bien que les deux autres singles solo et que les singles du groupe.
La chanson-titre est écrite par Marc et composée par Tetsuya Komuro.
Deux versions remixées figurent aussi sur le single. Comme les deux autres chansons en solo, elle figurera dans une version remaniée ("album ver.") sur le cinquième album original de Globe, Outernet, qui sortira un an plus tard, ainsi que sur sa compilation Complete Best Vol.2 de 2007.

## Liste des titres
Les chansons sont composées et arrangées par Tetsuya Komuro, écrites par Marc, et mixées par Komuro (n°1), Dave Ford (2 et 3).
| CD    | CD                                                            | CD                | CD    | CD | CD | CD | CD | CD | CD |
| No    | Titre                                                         | Description       | Durée |    |    |    |    |    |    |
| ----- | ------------------------------------------------------------- | ----------------- | ----- | -- | -- | -- | -- | -- | -- |
| 1.    | The Main Lord - Original Mix (THE MAIN LORD - original mix)   | Version originale | 4:57  |    |    |    |    |    |    |
| 2.    | The Main Lord - Fatbeat Remix (THE MAIN LORD - fatbeat remix) | Version remixée   | 7:05  |    |    |    |    |    |    |
| 3.    | The Main Lord - Dave Ford Mix (THE MAIN LORD - Dave Ford mix) | Version remixée   | 4:52  |    |    |    |    |    |    |
| 16:54 |                                                               |                   |       |    |    |    |    |    |    |